# Celso Lafer

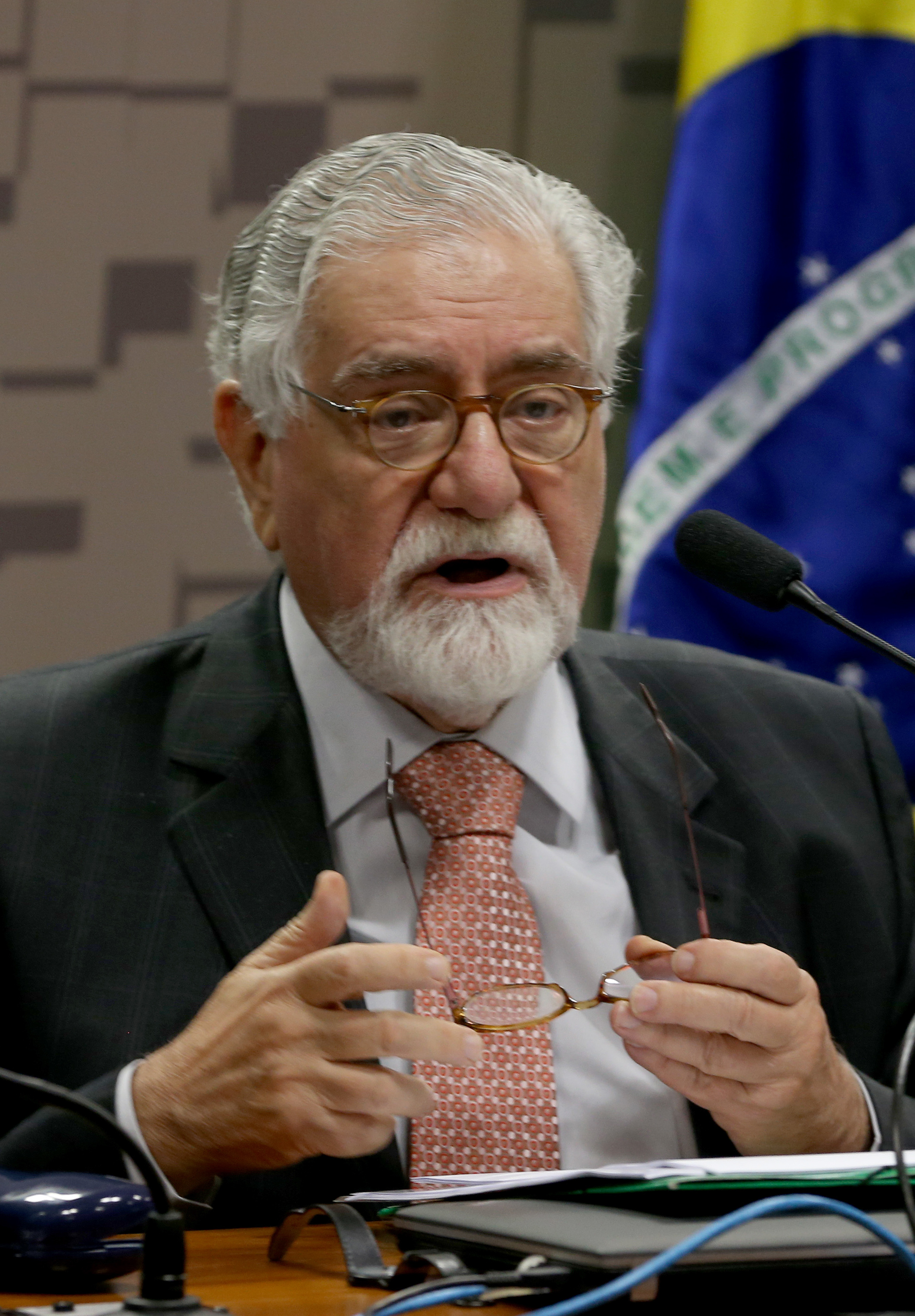
Celso Lafer, 2017

Celso Lafer (* 7. August 1941 in São Paulo) ist ein brasilianischer Jurist, Autor, Hochschullehrer für Rechtsphilosophie, zweimaliger brasilianischer Außenminister sowie früherer Wirtschaftsminister.

## Leben
Celso Lafer, Sohn des Immigranten Abrahão Jacob Lafer, ist jüdischer Abstammung aus Litauen. Er studierte zunächst an der Juristischen Fakultät, der Faculdade de Direito da Universidade de São Paulo (FDUSP), Rechtswissenschaft und promovierte 1970 in Politikwissenschaften an der Cornell University in Ithaca, New York (USA). 1977 wurde er lehrberechtigt für das Fach Internationales Öffentliches Recht und 1988 ordentlicher Professor für Rechtsphilosophie an der FDUSP in São Paulo.
Er publizierte über die politischen Theoretiker Hannah Arendt und Norberto Bobbio, aber auch zur brasilianischen Politik, z. B. mit einer Analyse der Planungsprozesse und des politischen Systems zur Zeit des Fünfjahresplanes 1956–1961 der Ära Kubitschek. Unter der Regierung Kubitschek war sein Onkel Horácio Lafer (1900–1965) brasilianischer Außenminister.

## Politische Laufbahn
Celso Lafer übernahm 1992 für das Kabinett Fernando Collor de Mello in Nachfolge von Francisco Rezek das Ressort des Außenministers (Ministro das Relações Exteriores); sein Nachfolger wurde Fernando Henrique Cardoso. Unter dessen späteren Regierung wurde er von 1995 bis 1998 brasilianischer Botschafter bei den Vereinten Nationen in Genf, 1999 erster Staatsminister für Entwicklung, Industrie und Wirtschaft (Ministro de Estado do Desenvolvimento, Indústria e Comércio) und von 2001 bis 2002 erneut Außenminister.
Von 1995 bis 1998 war er auch Ständiger Vertreter Brasiliens bei der Welthandelsorganisation. In diesem Amt ist Lafer Vorsitzender des Dispute Settlement Body und Vorsitzender des Allgemeinen Rates gewesen.

## Ehrungen
Neben einer Vielzahl von in- und ausländischen Verdienstorden erhielt Celso Lafer 1989 den Literaturpreis Prêmio Jabuti.
Er wurde am 1. Juni 2004 zum Mitglied der  Academia Brasileira de Ciências (ABC), die Brasilianische Akademie der Wissenschaften in Rio de Janeiro, gewählt.
Celso Lafer wurde am 21. Juli 2006 in die Academia Brasileira de Letras, die brasilianische Akademie der Literatur in Rio de Janeiro, aufgenommen. Er ist in Nachfolge von Miguel Reale der fünfte Inhaber des nach Franklin Távora benannten Sitzes Nummer 14. Neben José Murilo de Carvalho gehört er zu den beiden Brasilianern, die Mitglied beider Akademien sind.
Am 6. November 2014 wurde Lafer zusätzlich auch noch in die Academia Paulista de Letras gewählt. Am 21. Mai 2015 erfolgte seine Aufnahme in die Akademie. Lafer nimmt in der Akademie den Sitz (Cadeira) Nr. 23 ein, den zuvor der Unternehmer Antônio Ermírio de Moraes innehatte.

## Schriften
- O Judeu em Gil Vicente. Conselho Estadual de Cultura, São Paulo 1963.
- The Planning Process and the Political System in Brazil. A study of Kubitschek’s target plan, 1956–1961. Cornell University, Latin American Studies Program, Ithaca, N.Y. 1970. (Dissertation Series n.º 16, June/1970).
  - Brasilianische Ausgabe: JK e o Programas de Metas (1956–1961). Processo de planejamento e sistema político no Brasil.  Ed. FGV, Rio de Janeiro 2002.
- O Sistema Político Brasileiro, Estrutura e Processo. Ed. Perspectiva, São Paulo 1975.
- Comércio e Relações Internacionais. Ed. Perspectiva, São Paulo 1977.
- Gil Vicente e Camões. Ed. Ática, São Paulo 1978.
  - Spanische Ausgabe: El problema de los valores en "Los Lusíadas". Elementos para el estudio de la cultura portuguesa del siglo XVI. Universidad Nacional Autónoma de México, 1978.
- Hannah Arendt. Pensamento, Persuasão e Poder. Paz e Terra, Rio de Janeiro 1979. (2. Auflage 2003).
- Hobbes, o Direito e o Estado Moderno. Associação dos Advogados de São Paulo, São Paulo 1980.
- Ensaios sobre a Liberdade. Ed. Perspectiva, São Paulo 1980.
- Paradoxos e Possibilidades. Estudos sobre a Ordem Mundial e sobre a Política Exterior do Brasil num Sistema Internacional em Transformação. Nova Fronteira, Rio de Janeiro 1982.
- O Brasil e a Crise Mundial. Paz, Poder e Política Externa. Ed. Perspectiva, São Paulo 1984.
- A Reconstrução dos Direitos Humanos. Um diálogo com o pensamento de Hannah Arendt. Companhia das Letras, São Paulo 1988.
- Ensaios liberais. Siciliano, São Paulo 1991.
- Desafios – Ética e Política. Siciliano, São Paulo 1995, ISBN 85-267-0779-5.
- Comércio, Desarmamento, Direitos Humanos. Reflexões sobre uma experiência diplomática. Paz e Terra, São Paulo 1999, ISBN 85-219-0337-5.
- A Identidade Internacional do Brasil e a política externa brasileira. Passado, presente, futuro. Ed. Perspectiva, São Paulo 2001, ISBN 85-273-0257-8.
- A Internacionalização dos Direitos Humanos. Constituição, Racismo e Relações Internacionais. Manole, Barueri, SP 2005, ISBN 85-204-2429-5.

In das Deutsche wurde bisher keines seiner Werke übersetzt. Ein Tagungsbeitrag: Celso Lafer: Das Verhältnis Brasilien-Deutschland im Rahmen des neuen internationalen Kontextes. In: Bestandsaufnahme und Perspektiven der deutsch-brasilianischen Beziehungen. TFM, Frankfurt am Main 1997, S. 115–120. (Fachtagung der ADLAF-Arbeitsgruppe Brasilien. 1).